# All Star Game maschile di pallavolo 2006
L'All Star Game maschile di pallavolo 2006 fu la 16ª edizione della manifestazione organizzata dalla FIPAV.

## Regolamento
Alla manifestazione presero parte tre squadre, anziché due squadre come le edizioni precedenti, createsi apposta per l'evento, l'All Star A1, l'All Star A2 e l'Italia di Lega.
Queste squadre sono composte, in questa edizione, da giocatori stranieri e italiani presenti nel campionato italiano 2006-2007.
Venne disputato un triangolare con scontri diretti, tutti al meglio di 3 set. Le gare si svolsero il 5 novembre al PalaGeorge di  Montichiari, sede della manifestazione.
Fu nominato MVP della manifestazione lo schiacciatore italo-cubano Ángel Dennis.

## Classifica finale
| Classifica | Squadre        |
| ---------- | -------------- |
|            | Italia di Lega |
|            | All Star A1    |
|            | All Star A2    |